# Фриц Фишер (историчар)
Фриц Фишер (Лудвигсштат, 5. март 1908 — Хамбург, 1. децембар 1999) је био немачки историчар. Најпознатији је по својим радовима у којима разматра узроке Првог светског рата.
Важнија дела су му:
- Moritz August von Bethmann-Hollweg und der Protestantismus, 1938.
- Ludwig Nikolvius: Rokoko, Reform, Restauration, 1942.
- Griff nach der Weltmacht: die Kriegszielpolitik des Kaiserlichen Deutschland, 1914–18, 1961.
- Krieg der Illusionen: Die deutsche Politik von 1911 bis 1914, 1969.
- Bündnis der Eliten: Zur Kontinuität der Machstrukturen in Deutschland, 1871–1945, 1979.
- Hitler war kein Betriebsunfall: Aufsätze, 1992.